# Габон на летних Олимпийских играх 2016
Габон на летних Олимпийских играх 2016 года был представлен 6 спортсменами в 4 видах спорта. Знаменосцем сборной, как на церемонии открытия Игр, так и на церемонии закрытия стал единственный олимпийский медалист в истории страны, серебряный призёр 2012 года в весовой категории свыше 80 кг, тхэквондист Энтони Обаме. На Играх в Рио-де-Жанейро Обаме выбыл уже в первом раунде, уступив британцу Махаме Чо. По итогам соревнований на счету габонских спортсменов не оказалось ни одной награды.

## Состав сборной
Дзюдо
1. Пол Кибикай
2. Сара Мазуз

 Лёгкая атлетика
1. Вилфрид Бингангойе
2. Рудди Занг Милама

 Плавание
1. Маэль Амбогила

 Тхэквондо
1. Энтони Обаме

## Результаты соревнований

### Водные виды спорта

#### Плавание
В следующий раунд на каждой дистанции проходят спортсмены, показавшие лучший результат, независимо от места, занятого в своём заплыве.
Мужчины
| Дистанция                | Спортсмены     | Предварительный раунд | Предварительный раунд | Предварительный раунд | Полуфинал | Полуфинал | Полуфинал | Финал     | Финал |
| Дистанция                | Спортсмены     | Заплыв                | Результат             | Место                 | Заплыв    | Результат | Место     | Результат | Место |
| ------------------------ | -------------- | --------------------- | --------------------- | --------------------- | --------- | --------- | --------- | --------- | ----- |
| 50 метров вольным стилем | Маэль Амбогила |                       |                       |                       |           |           |           |           |       |

### Дзюдо
Соревнования по дзюдо проводились по системе с выбыванием. В утешительные раунды попадали спортсмены, проигравшие полуфиналистам турнира. Два спортсмена, одержавших победу в утешительном раунде, в поединке за бронзу сражались с дзюдоистами, проигравшими в полуфинале.
Мужчины
| Категория | Спортсмены  | 1/32 финала        | 1/16 финала                    | 1/8 финала             | Четвертьфинал        | Полуфинал            | Финал                | Место |
| Категория | Спортсмены  | Соперник Результат | Соперник Результат             | Соперник Результат     | Соперник Результат   | Соперник Результат   | Соперник Результат   | Место |
| --------- | ----------- | ------------------ | ------------------------------ | ---------------------- | -------------------- | -------------------- | -------------------- | ----- |
| до 81 кг  | Пол Кибикай | не участвовал      | IRQХ. Аль-Аамери В 000s1:000s2 | JPNТ. Нагасэ П 000:100 | завершил выступление | завершил выступление | завершил выступление | 9     |

Женщины
| Категория | Спортсмены | 1/16 финала        | 1/8 финала         | Четвертьфинал      | Полуфинал          | Финал              | Место |
| Категория | Спортсмены | Соперник Результат | Соперник Результат | Соперник Результат | Соперник Результат | Соперник Результат | Место |
| --------- | ---------- | ------------------ | ------------------ | ------------------ | ------------------ | ------------------ | ----- |
| до 78 кг  | Сара Мазуз |                    |                    |                    |                    |                    |       |

### Лёгкая атлетика
Мужчины
Беговые дисциплины
| Дисциплина        | Спортсмен          | Предварительный раунд | Предварительный раунд | Предварительный раунд | Четвертьфиналы | Четвертьфиналы | Четвертьфиналы | Полуфиналы | Полуфиналы | Полуфиналы | Финал | Финал |
| Дисциплина        | Спортсмен          | Забег                 | Время                 | Место                 | Забег          | Время          | Место          | Забег      | Время      | Место      | Время | Место |
| ----------------- | ------------------ | --------------------- | --------------------- | --------------------- | -------------- | -------------- | -------------- | ---------- | ---------- | ---------- | ----- | ----- |
| бег на 100 метров | Вилфрид Бингангойе |                       |                       |                       |                |                |                |            |            |            |       |       |

Женщины
Беговые дисциплины
| Дисциплина        | Спортсмен         | Предварительный раунд | Предварительный раунд | Предварительный раунд | Четвертьфиналы | Четвертьфиналы | Четвертьфиналы | Полуфиналы | Полуфиналы | Полуфиналы | Финал | Финал |
| Дисциплина        | Спортсмен         | Забег                 | Время                 | Место                 | Забег          | Время          | Место          | Забег      | Время      | Место      | Время | Место |
| ----------------- | ----------------- | --------------------- | --------------------- | --------------------- | -------------- | -------------- | -------------- | ---------- | ---------- | ---------- | ----- | ----- |
| бег на 100 метров | Рудди Занг Милама |                       |                       |                       |                |                |                |            |            |            |       |       |

### Тхэквондо
Соревнования по тхэквондо проходят по системе с выбыванием. Для победы в турнире спортсмену необходимо одержать 4 победы. Тхэквондисты, проигравшие по ходу соревнований будущим финалистам, принимают участие в утешительном турнире за две бронзовые медали.
Мужчины
| Категория   | Спортсмен    | 1/8 финала         | Четвертьфинал      | Полуфинал          | Финал              | Место |
| Категория   | Спортсмен    | Соперник Результат | Соперник Результат | Соперник Результат | Соперник Результат | Место |
| ----------- | ------------ | ------------------ | ------------------ | ------------------ | ------------------ | ----- |
| свыше 80 кг | Энтони Обаме |                    |                    |                    |                    |       |